# Provinz Alajuela
Alajuela ist eine Provinz im Norden Costa Ricas an der Grenze zu Nicaragua. Sie erstreckt sich auf einer Fläche von 9754 km² und hat eine Bevölkerung von 848.146 (2011). Die Hauptstadt der Provinz heißt ebenfalls Alajuela.
Nachbarprovinzen sind (im Uhrzeigersinn) Heredia, San José, Puntarenas und Guanacaste.

## Verwaltungsgliederung
Die Provinz gliedert sich in 15 Kantone:
| Kanton                       | Hauptstadt                | Einwohner (2011) |
| ---------------------------- | ------------------------- | ---------------- |
| Alajuela                     | Alajuela                  | 254.886          |
| Atenas                       | Atenas                    | 25.460           |
| Grecia                       | Grecia                    | 76.898           |
| Guatuso                      | San Rafael de Guatuso     | 15.508           |
| Los Chiles                   | Los Chiles                | 23.735           |
| Naranjo                      | Naranjo de Alajuela       | 42.713           |
| Orotina                      | Orotina                   | 20.341           |
| Palmares                     | Palmares de Alajuela      | 34.716           |
| Poás                         | San Pedro de Poás         | 29.199           |
| San Carlos                   | Ciudad Quesada            | 163.745          |
| San Mateo                    | San Mateo de Alajuela     | 6.136            |
| San Ramón                    | San Ramón de los Palmares | 80.566           |
| Upala                        | Upala                     | 43.953           |
| Valverde Vega                | Sarchí                    | 18.085           |
| Zarcero (früher Alfaro Ruiz) | Zarcero                   | 12.205           |

## Persönlichkeiten
- Fernando Contreras Castro (* 1963)